# Herod and Mariamne

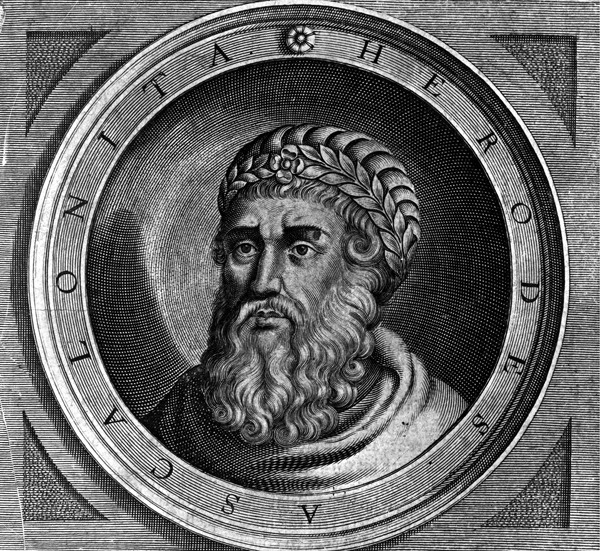
Herod Wielki

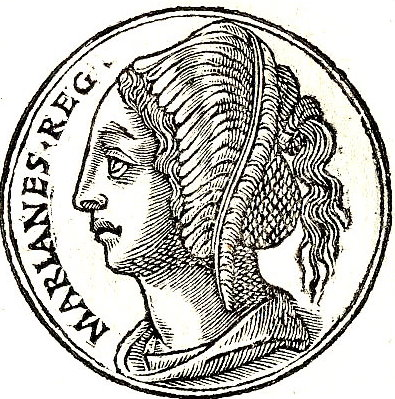
Mariamne

Herod and Mariamne – tragedia amerykańskiej prozaiczki, poetki i dramatopisarki Amélie Rives, księżnej Troubetzkoy, opublikowana w 1888. Tytułowymi bohaterami są król Judei Herod Wielki i jego żona. Dramat jest napisany wierszem białym (blank verse), czyli nierymowanym pentametrem jambicznym, to znaczy sylabotonicznym dziesięciozgłoskowcem, w którym akcenty padają na parzyste sylaby wersu.
It means to put myself beyond myself,
To think of him I love in that self’s stead,
To be sleep’s enemy because of him,
Because of him to be the friend of pain,
To have no thought, no wish, no dream, no memory,
That is not servant to him; to forget
All earlier loves in his, all hates, all wrongs;
Being meek to him, though proud unto all others;
Gentle to him, though to all others harsh;
To him submissive, though unto high heaven
Something rebellious. Last, to keep my patience
And bear his doubts, who have his children borne.
Utwór Amélie Rives Troubetzkoy jest jednym z kilkudziesięciu dzieł literackich poświęconych Herodowi i Mariamne. Tragedię o królewskiej parze Herodes und Mariamne napisał niemiecki dramaturg Christian Friedrich Hebbel.